# Feaelloidea
Feaelloidea са надсемейство Лъжескорпиони (Pseudoscorpionida) обитаващи Субсахарска Африка, Южна Азия, Океания, Северна Америка и Австралия.

## Класификация
Надсемейство Feaelloidea
- Семейство Feaellidae Ellingsen, 1906
  - Род Feaella Ellingsen, 1906
- Семейство Pseudogarypidae Chamberlin, 1923
  - Род Neopseudogarypus Morris, 1948
  - Род Pseudogarypus Ellingsen, 1909